# Berek-patak (Zala)
Berek-patak är ett vattendrag i Ungern. Det ligger i provinsen Zala, i den västra delen av landet, 210 km sydväst om huvudstaden Budapest.